# Titularerzbistum Pompeiopolis in Cilicia
Pompeiopolis in Cilicia (ital.: Pompeopoli di Cilicia) ist ein Titularerzbistum der römisch-katholischen Kirche in Kleinasien.
Bis etwa 1900 und von 1925 bis 1928 hatte es den Rang eine Titularbistums.
Es geht zurück auf einen untergegangenen Bischofssitz in der antiken Stadt Soloi, die in der römischen Provinz Cilicia (Südosten Kleinasiens) lag.
| Titularerzbischöfe von Pompeiopolis in Cilicia |                                       | |                    |                   |
| Nr.                                            | Name                                  | Amt | von                | bis               |
| 1                                              | Louis-François de La Baume de Suze    | Koadjutorbischof von Viviers (Aps) (Königreich Frankreich) | 13. November 1617  | 6. April 1621     |
| 2                                              | Bartolomeo Visinio Rubini OFM         | Koadjutorbischof von Anagni (Kirchenstaat) | 23. März 1729      | 5. Dezember 1736  |
| 3                                              | Franciscus Giliberti                  | | 3. April 1775      |                   |
| 4                                              | Denis Auguste Affre                   | ernannter Koadjutorbischof von Straßburg (Königreich Frankreich) | 27. April 1840     | 13. Juli 1840     |
| 5                                              | Bernard O’Reilly                      | Koadjutorbischof von Hartford (USA) | 23. Juli 1850      | 9. August 1850    |
| 6                                              | José María Riofrío y Valdivieso       | Weihbischof in Quito (Ecuador) | 10. März 1853      | 22. Juli 1861     |
| 7                                              | François-Ferdinand Tagliabue CM       | 24. September 1868–22. Juni 1869 Apostolischer Koadjutorvikar von Jiangxi, 22. Juni 1869–5. August 1884 Apostolischer Vikar von Südwest-Chi-Li, 5. August 1884–13. März 1890 Apostolischer Vikar von Nord-Chi-Li (Kaiserreich China) | 24. September 1868 | 13. März 1890     |
| 8                                              | Pietro Strobino                       | Apostolischer Vikar vom Kap der guten Hoffnung, Eastern District (Südafrika) | 19. Juni 1891      | 1. Oktober 1896   |
| 9                                              | Francisco María Cervera y Cervera OFM | Apostolischer Vikar von Marokko (Marokko) | 20. Juli 1923      | 26. März 1926     |
| 10                                             | José Guadalupe Ortíz y López          | Alterzbischof von Monterrey (Mexiko) | 2. Mai 1940        | 5. Dezember 1951  |
| 11                                             | Rafael Ignacio Arias Blanco           | Koadjutorerzbischof von Caracas, Santiago de Venezuela (Venezuela) | 23. April 1952     | 9. September 1955 |
| 12                                             | Rafael Afanador y Cadena              | Altbischof von Nueva Pamplona (Kolumbien) | 29. Mai 1956       | 5. März 1957      |
| 13                                             | Johann Evangelist Müller              | Altbischof von Stockholm (Schweden) | 1. August 1957     | 5. April 1965     |